# Lieja-Bastogne-Lieja 1985
La Lieja-Bastogne-Lieja 1985 fou la 71a edició de la clàssica ciclista Lieja-Bastogne-Lieja. La cursa es va disputar el diumenge 21 d'abril de 1985, sobre un recorregut de 244 km.
El vencedor final fou l'italià Moreno Argentin, per davant de Claude Criquielion i Stephen Roche.

## Classificació general
|    | Ciclista           | Equip                       | Temps      |
| -- | ------------------ | --------------------------- | ---------- |
| 1  | Moreno Argentin    | Sammontana-Bianchi          | 6h 37' 00" |
| 2  | Claude Criquielion | Hitachi-Splendor-Sunair     | m. t.      |
| 3  | Stephen Roche      | La Redoute-Cycles MBK       | m. t.      |
| 4  | Sean Kelly         | Skil-Sem                    | + 16"      |
| 5  | Laurent Fignon     | Renault-Elf                 | m. t.      |
| 6  | Guido Van Calster  | Ariostea                    | m. t.      |
| 7  | Phil Anderson      | Panasonic-Raleigh           | m. t.      |
| 8  | Mario Beccia       | Malvor-Bottecchia-Vaporella | m. t.      |
| 9  | Acácio da Silva    | Malvor-Bottecchia-Vaporella | + 2'46"    |
| 10 | Steven Rooks       | Panasonic-Raleigh           | m. t.      |